# HMS Mallard (L42)
Pour les autres navires du même nom, voir HMS Mallard.
Le HMS Mallard (pennant number L42, à partir de 1940, K42) est un sloop côtier de classe Kingfisher construit pour la Royal Navy, et utilisé pendant la Seconde Guerre mondiale

## Construction
Le Mallard est commandé par l'Amirauté britannique le 21 mars 1935 pour le chantier naval de Alexander Stephen and Sons de Linthouse à Glasgow en Écosse. La pose de la quille est effectuée le 21 mars 1935, le Mallard est lancé le 26 mars 1936 et mis en service le 15 juillet 1936.
La classe Kingfisher est une tentative de construire un navire de patrouille de moins de 600 tonnes, en raison de l'absence de clauses sur les navires de cette taille dans le traité naval de Londres de 1930. Il est prévu qu'il escorte le transport côtier en temps de guerre. Sa petite taille et son faible rayon d'action qui en résulte (il est basé sur un destroyer à échelle réduite) le rendent impropre au travail en haute mer.
Les navires de classe Kingfisher sont conçus comme des escortes côtières, aptes à remplacer les anciens navires utilisés pour la protection des pêcheries et la formation à la guerre anti-sous-marine en temps de paix, tout en étant adaptés à la production de masse en temps de guerre,.
Le Kingfisher mesure 71,32 m de longueur entre perpendiculaires et 74,12 m en longueur hors-tout, avec un maître-bau de 8,08 m)et un tirant d'eau de 2,21 m,. Le déplacement est de 518 t en standard et de 752 t à pleine charge.
Deux chaudières à tubes d'eau Admiralty à 3 tambours alimentent deux turbines à vapeur à engrenages Parsons d'une puissance de 3 600 chevaux (2 700 kW), ce qui donne une vitesse de 20 nœuds (37 km/h). L'armement principal est un seul canon QF 102 mm Mk V sur une monture à faible angle. Cela a été jugé suffisant pour traiter un sous-marin en surface. Huit mitrailleuses Lewis constituent l'armement antiaérien du navire. L'armement anti-sous-marin est relativement lourd à l'époque, avec une capacité de 40 charges de profondeur, lancées par deux lanceurs et deux goulottes, avec un sonar de type 124 monté dans un dôme rétractable,. Le navire possède un équipage de 60 officiers et hommes.
Le manque déplorable d'armement défensif a été résolu au début de la guerre en ajoutant plusieurs mitrailleuses Vickers sur le pont arrière des groupes Kingfisher et Kittiwake, selon les Shearwaters. Au fur et à mesure de leur disponibilité, deux canons Oerlikon de 20 mm ont été ajoutés, sur des supports de piédestal simples à l'arrière du rouf, la mitrailleuse inutile étant remplacée plus tard par une autre paire de ces armes. Le radar magnétron de type 271 a été ajouté sur le toit du pont au fur et à mesure de sa disponibilité, il s'agissait d'un ensemble d'indications cibles capable de détecter le château d'un bateau ou même le périscope ou le schnorchel d'un sous-marin. Un radar d'avertissement aérien de type 286 a été ajouté en tête de mât. Les navires qui avaient le canon Mark V sur le support ouvert HA Mark III avaient un bouclier ajouté pour donner aux équipages des armes à feu une mesure de protection sur le gaillard exposé.

## Histoire
En 1939, le Mallard est basé au port de Portland dans le cadre de la 1re flottille anti-sous-marine,.
Le 9 août 1939, le navire participe à une revue de la flotte de réserve à Weymouth par le roi George VI.
Au début de la Seconde Guerre mondiale en septembre 1939, il rejoint le Western Approaches Command, opérant à partir de Milford Haven,, mais est bientôt transféré au Commandement Nore pour des opérations à partir de Douvres. En novembre 1939, le Mallard rejoint la First Anti-Submarine Striking Force (1ère force de frappe anti-sous-marine), basée à Belfast, et, le 4 décembre, il attaque sans succès un sous-marin allemand (U-Boot) présumé dans la baie de Liverpool,.
En janvier 1940, la 1ère force de frappe anti-sous-marine, y compris le Mallard, est transférée à Harwich, effectuant des patrouilles anti-sous-marines en mer du Nord. Le 7 février, le Mallard entre en collision avec le navire-jumeau (sister-ship) Pintail (L21) au large de Harwich et est en réparation à Lowestoft jusqu’au 22 février. Le 6 mars, il est attaqué sans succès par un bombardier allemand, mais le lendemain, il est endommagé dans une collision de Harwich et est en réparation à Londres jusqu'au 27 avril. Dans la nuit du 24 au 25 mai 1940, le Mallard fait partie de l'escorte pour deux blockships, le SS Florentino et le SS Transea, qui doivent être utilisés pour bloquer le port de Zeebruges. La tentative échoue, un blockship s'échoue et l'autre est sabord au mauvais endroit. L'opération doit donc être répété dans la nuit du 26 au 27 mai, toujours avec le Mallard dans le cadre de l'escorte. Cette fois, les deux blockships, le SS Atlantic Guide et le SS Borodino, sont sabordés au bon endroit, bloquant l’entrée du port de Zeebrugge. L'opération Dynamo, l’évacuation des troupes britanniques et alliées de Dunkerque a commencé le 26 mai, et le 28 mai, le Mallard effectue des patrouilles anti-sous-marines en faveur de l'évacuation. il est de nouveau au large de Dunkerque du 1er au 2 mai, escortant le croiseur anti-aériens HMS Calcutta (D82),,.
Il s'implique de plus en plus dans l'escorte de convois sur la côte Est de la Grande-Bretagne et, le 3 août, il secourt les survivants du navire marchand SS Wychwood qui a été coulé par une mine,. Dans la nuit du 22 au 23 septembre 1940, Le Mallard et son navire-jumeau Sheldrake (L06) escortent les destroyers Intrepid (D10), Icarus (D03) et Impulsive (D11) lors d'une opération de déminage au large des côtes néerlandaises lorsque les deux sloops sont attaqués par des torpilleurs Schnellboote allemands, forçant l'opération à être interrompue, bien qu'elle ait été menée avec succès la nuit suivante,. Le 30 septembre, il est attaqué par un bombardier volant à basse altitude près du navire-phare Kentish Knock, avec deux bombes près de le toucher et une bombe dans la salle des machines du navire, détruisant les moteurs du Mallard et provoquant de fortes inondations. Il est hors d’état de combat pendant neuf mois à la suite de cette attaque,.
Le 15 septembre 1941, le pétrolier MV Pontfield heurte une mine au large d'Est-Anglie et se brise en deux. La section avant du navire coulé, tandis que la section arrière reste à flot et est remorquée à Great Yarmouth pour réparation avec le Mallard agissant comme escorte,. Le 7 décembre 1941, le cargo SS Welsh Prince est coulé par une mine au large de Spurn. Le Mallard sauve les 49 membres de l'équipage du Welsh Prince,. Le 12 mai 1943, le Mallard revendique un bombardier allemand Dornier abattu.
Dans la nuit du 14 au 15 février 1944, le Mallard et le navire-jumeau Shearwater (L39) engagent et poursuivent six schnellboote qui ont posé des mines au large de Great Yarmouth,.
Le Mallard reste en plein service, opérant sur des patrouilles en mer du Nord jusqu'à la fin de la guerre en Europe, puis est affecté à la Réserve à Harwich en juin 1945.
Il est vendu à la ferraille le 21 avril 1947.

### Commandement
- Lieutenant Commander (Lt.Cdr.) Dennis Victor Clift (RN) du 20 mai 1938 au 2 octobre 1939
- Commander (Cdr.) (à la retraite) Charles Gordon Norrie Graham (RN) du 2 octobre 1939 au 12 mars 1940
- Commander (Cdr.) (à la retraite) Valentine Maurice Wyndham-Quin (RN) du 12 mars 1940 au 18 octobre 1940
- Lieutenant (Lt.) Hedley Ian Saxton White (RNR) du 18 octobre 1940 au 20 mai 1941
- Lieutenant Commander (Lt.Cdr.) Derry Parsons (RNR) du 20 mai 1941 au 30 mars 1943
- Lieutenant Commander (Lt.Cdr.) Victor Alexander Christian Henry George de Mauny (RN) du 30 mars 1943 au 1er juillet 1945
- T/Lieutenant (T/Lt.) Michael Rayner Thwaites (RNVR) de début 1945 au 23 février 1945